# Cappuccino (álbum)
Cappuccino es el decimocuarto álbum de estudio realizado por el cantante de pop mexicano Mijares. Este álbum fue lanzado al mercado mexicano el 26 de enero de 2004 y es el primer del cantante por BMG y Ariola.

## Lista de canciones
| Cappuccino |                                             |                                                                                   |          |  |
| N.º        | Título                                      | Escritor(es)                                                                      | Duración |  |
| 1.         | «Besar tu boca»                             | René Toledo                                                                       | 4:47     |  |
| 2.         | «Tatuaje»                                   | René Toledo                                                                       | 4:12     |  |
| 3.         | «Celos»                                     | Nico Garibotti, Marianno Gurvich                                                  | 4:04     |  |
| 4.         | «Señales de amor»                           | René Toledo                                                                       | 4:02     |  |
| 5.         | «Baby»                                      | Adrián Posse, Carlos Salazar, Carlo Nasi, Christian de Walden                     | 4:08     |  |
| 6.         | «La Noche Triste (feat. Gino Vannelli)»     | Reyli, Rafael López, E. Brenis                                                    | 3:46     |  |
| 7.         | «Desencadena Mi Corazón (Unchain My Heart)» | Freddy James, Agnes Jones                                                         | 4:14     |  |
| 8.         | «Cappuccino»                                | René Toledo                                                                       | 4:39     |  |
| 9.         | «Tu figura»                                 | René Toledo                                                                       | 3:13     |  |
| 10.        | «Canción del corazón»                       | Adrián Posse, Carlos Salazar                                                      | 4:56     |  |
| 11.        | «Si supieras»                               | Juan Vicente Zambrano, Marcela Cárdenas                                           | 4:22     |  |
| 12.        | «Me muero sin ti»                           | Jeffrey A. Wasserman, Öyvind Madsen - versión: Mijares, Reyli, Francisco Paniagua | 3:47     |  |
| 13.        | «Rebeca»                                    | Adrián Posse, Cynthia Posse, Rudy Pérez                                           | 3:30     |  |

## Realización
- Producción ejecutivo: Adrián Posse
- Dirección A&R: Guillermo Gutiérrez
- Coordinación A&R: Gilda Oropeza, J. González
- Mastering: Vlado Miller
- Fotografía: Adolfo Pérez Butrón
- Maquillaje: Eduardo Arias